# Rethera afghanistana
Rethera afghanistana is een vlinder uit de familie van de pijlstaarten (Sphingidae). De wetenschappelijke naam van de soort werd in 1958 gepubliceerd door Franz Daniel.